# ماربل آرتش (محطة مترو أنفاق لندن)
ماربل آرتش (بالإنجليزية: Marble Arch)‏ هي إحدى محطات مترو أنفاق لندن. تقع على خط سينترال أفتتحت في المنطقة (Zone) رقم 1 أفتتحت في 30 يوليو 1900.

## معرض صور

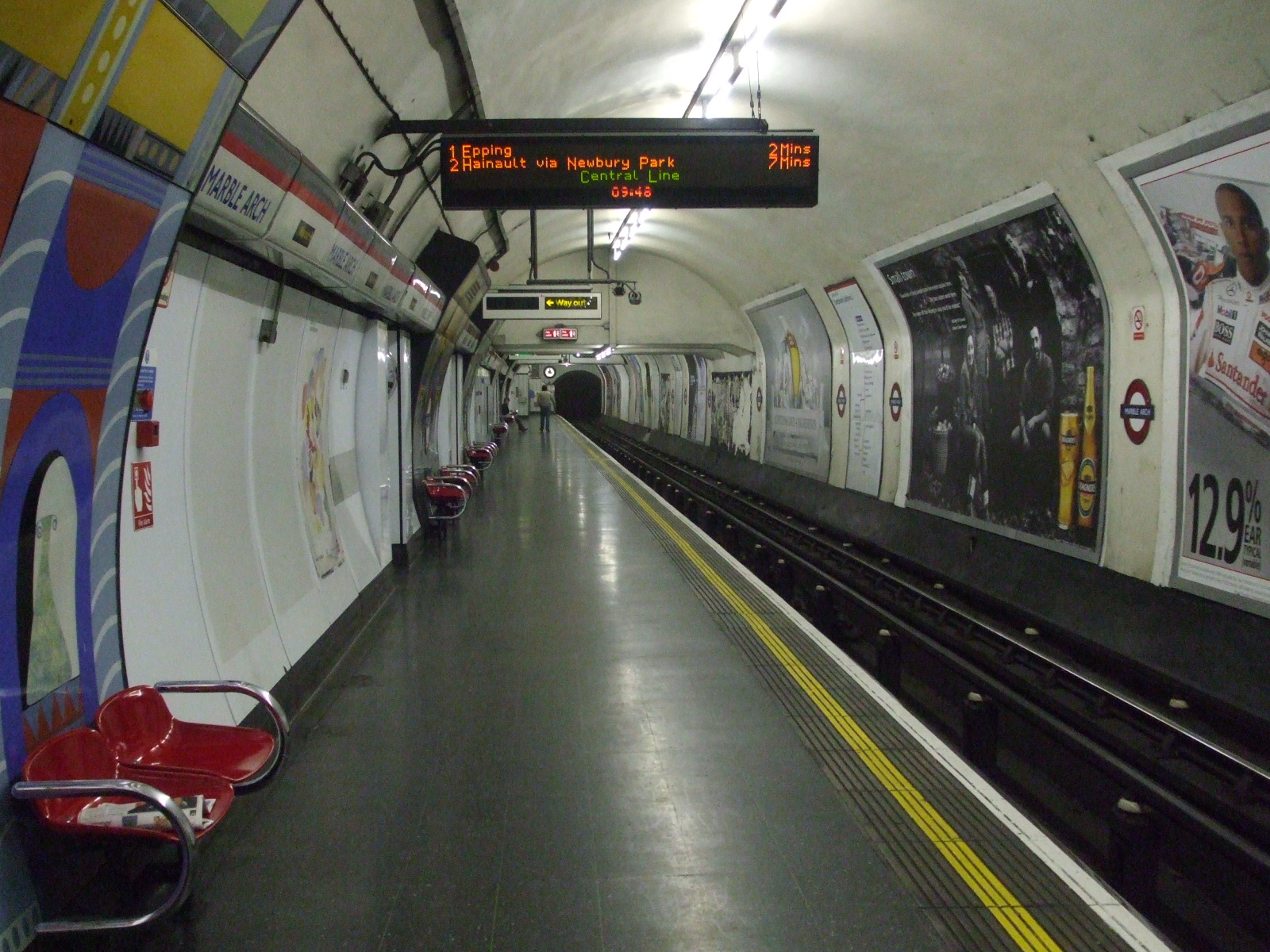
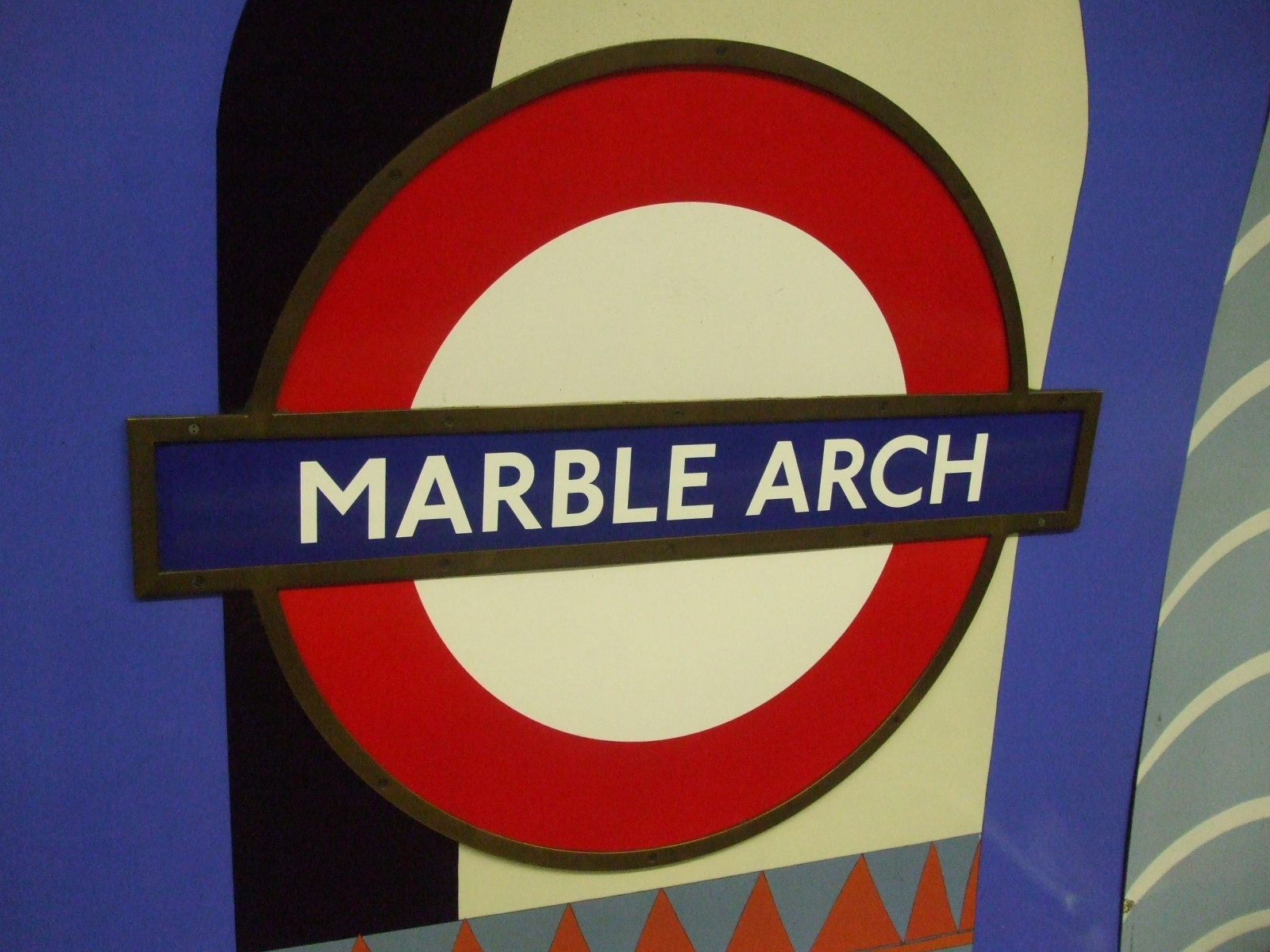
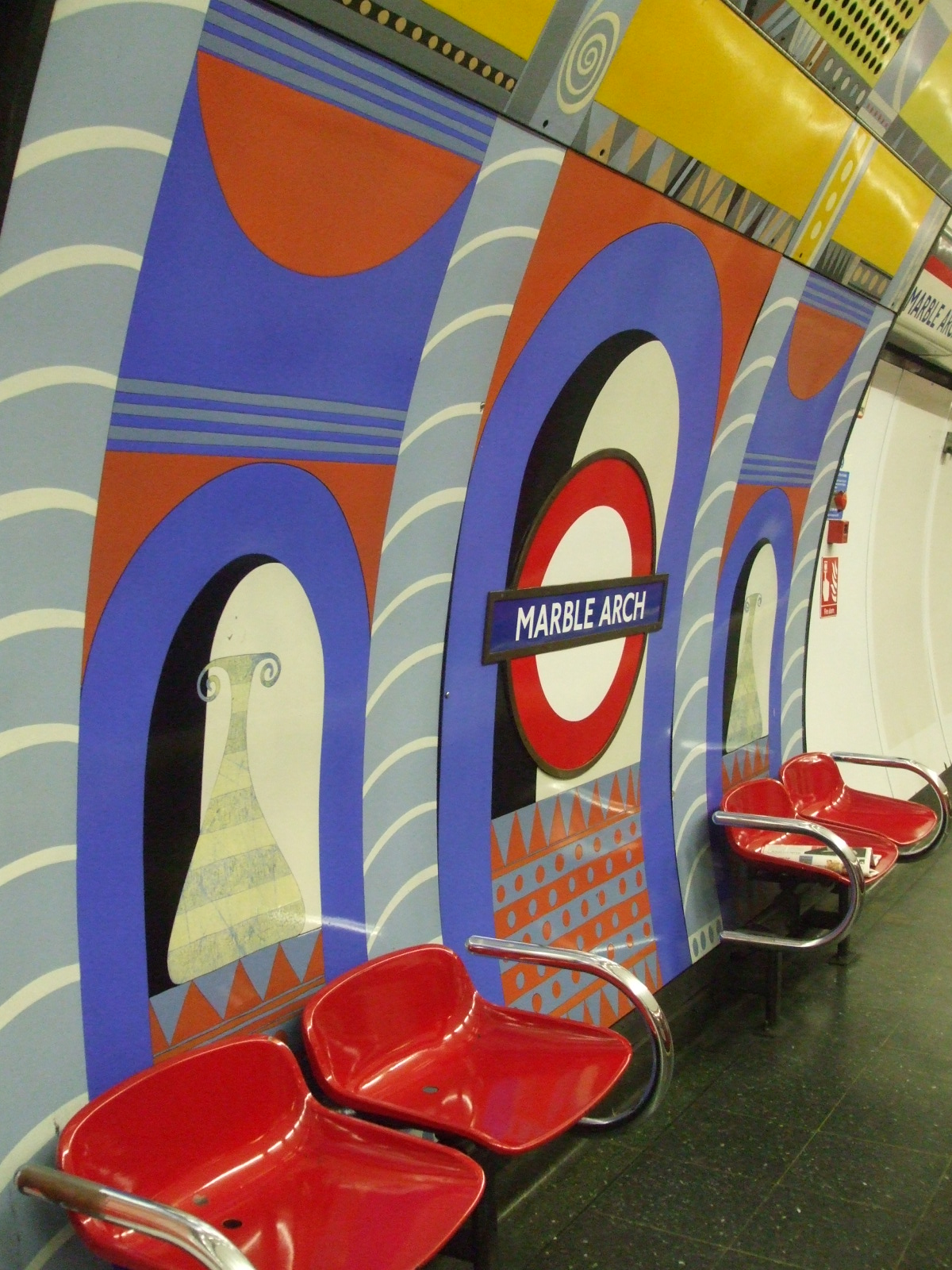
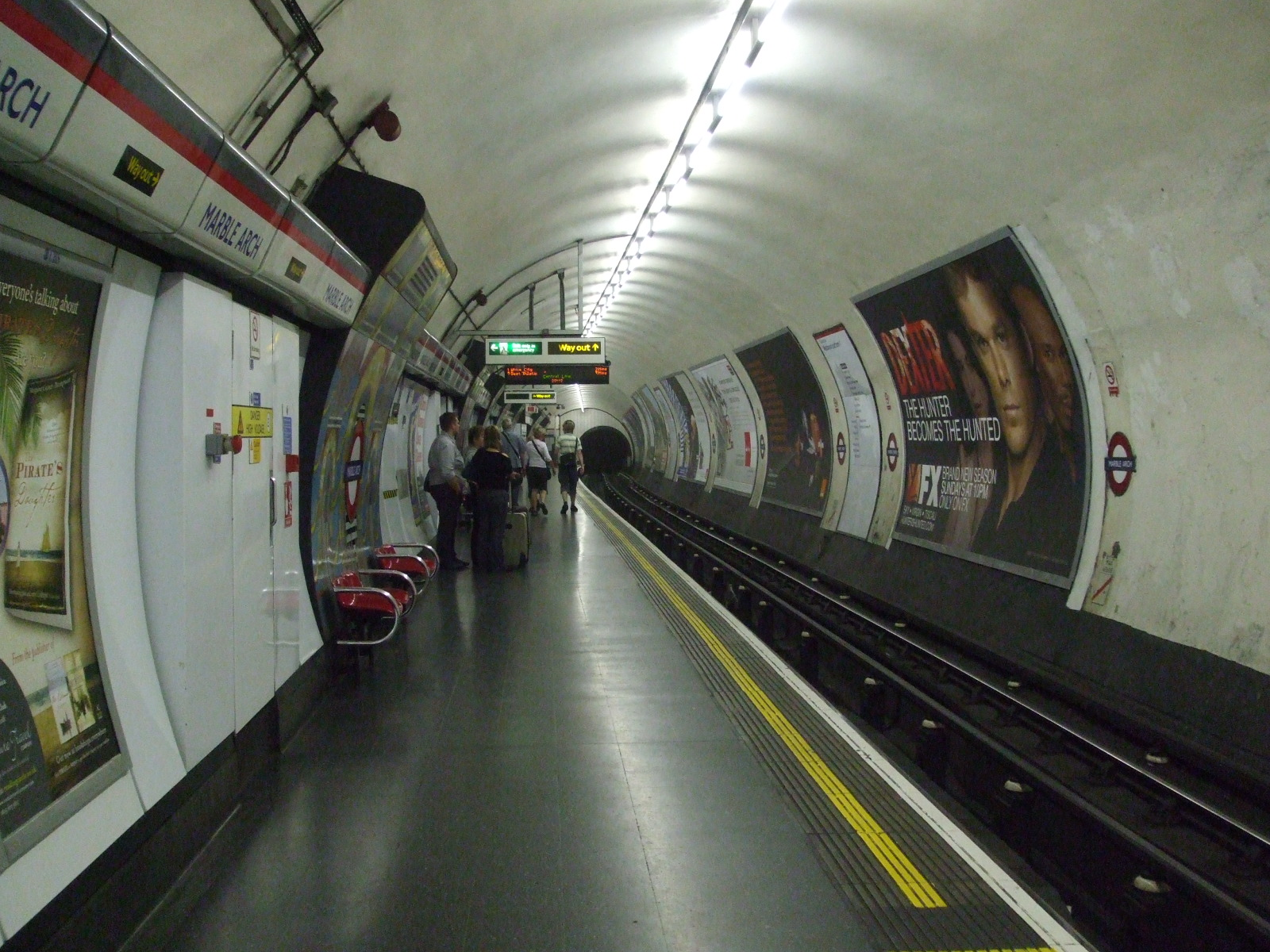